# Ostrowski-Preis
Der Ostrowski-Preis ist ein Mathematikpreis, der von Alexander Markowitsch Ostrowski gestiftet wurde.
Er wird von der an der Universität Basel ansässigen Ostrowski-Stiftung seit 1989 alle zwei Jahre für besondere wissenschaftliche Leistungen in der reinen oder der Grundlagen der numerischen Mathematik vergeben. Er ist mit 100 000 Schweizer Franken und einem Stipendium von 25 000 Franken dotiert.

## Preisträger

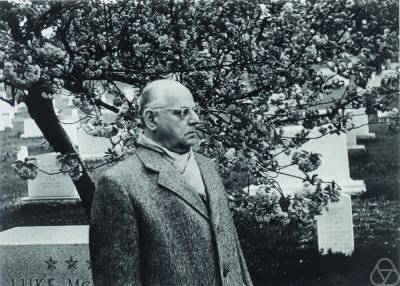
Stifter des Preises: Alexander Ostrowski

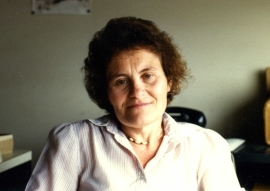
Preisträgerin 1993: Marina Ratner

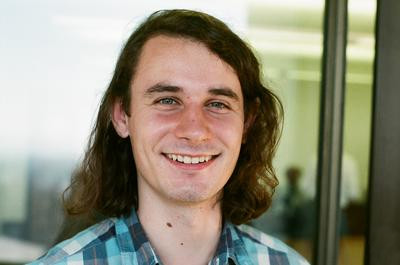
Preisträger 2015: Peter Scholze

| Jahr | Person                                                                                  |
| ---- | --------------------------------------------------------------------------------------- |
| 1989 | Louis de Branges (Frankreich/USA)                                                       |
| 1991 | Jean Bourgain (Belgien)                                                                 |
| 1993 | Miklós Laczkovich (Ungarn) Marina Ratner (Russland/USA)                                 |
| 1995 | Andrew Wiles (England)                                                                  |
| 1997 | Juri Walentinowitsch Nesterenko (Russland) Gilles Pisier (Frankreich)                   |
| 1999 | Alexander Beilinson (Russland/USA) Helmut Hofer (Deutschland/USA)                       |
| 2001 | Henryk Iwaniec (Polen/USA) Peter Sarnak (Südafrika/USA) Richard L. Taylor (England/USA) |
| 2003 | Paul Seymour (England)                                                                  |
| 2005 | Ben Green (England) Terence Tao (Australien/USA)                                        |
| 2007 | Oded Schramm (Israel/USA)                                                               |
| 2009 | Sorin Popa (Rumänien/USA)                                                               |
| 2011 | Ib Madsen (Dänemark) David Preiss (England) Kannan Soundararajan (Indien/USA)           |
| 2013 | Yitang Zhang (USA)                                                                      |
| 2015 | Peter Scholze (Deutschland)                                                             |
| 2017 | Akshay Venkatesh (Indien/Australien)                                                    |
| 2019 | Assaf Naor (Israel/USA)                                                                 |
| 2021 | Tim Austin (England/USA)                                                                |
| 2023 | Jacob Tsimerman (Kanada)                                                                |